# Sonate pour hautbois et piano de Hindemith
Pour les articles homonymes, voir Sonate pour hautbois et piano.
La Sonate pour hautbois et piano est une œuvre de Paul Hindemith composée en 1938.

## Présentation
Composée en 1938, la Sonate pour hautbois et piano de Hindemith est pour Harry Halbreich « particulièrement réussie et fidèle à la vocation bucolique de l'instrument ». Les deux mouvements qui la constituent sont datés des 21 juin et 23 juin 1938.
L’œuvre est créée à Londres le 20 juillet 1938 par le hautboïste Léon Goossens et la pianiste Harriet Cohen,.
La partition est publiée à partir de 1939 par Schott.

## Structure
La Sonate, d'une durée moyenne d'exécution de douze minutes environ, comprend deux mouvements,, :
1. Munter, mouvement concis, allègre et léger[3] ;
2. Sehr langsam. Lebhaft. Sehr langsam, wie zuerst. Wieder lebhaft, mouvement en plusieurs sections contrastées, « exceptionnel[1] », qui fait « alterner par deux fois un épisode lent et un autre rapide, ce dernier dérivé, du reste, du motif initial très chantant, rythmiquement très souple et varié, du précédent[2] ».

La tonalité générale de la pièce est sol majeur.

## Discographie
- Hindemith : Complete Sonatas for Wind Instruments and Piano, Brilliant Classics, 2021, Simone Frondini (hautbois) et Filippo Farinelli (piano)[5],[6].
- Hindemith : Wind Sonatas, Les Vents Français, Warner Classics, 2021, François Leleux (hautbois) et Éric Le Sage (piano)[7],[6].